# Popeștii de Jos
Popeștii de Jos è un comune della Moldavia situato nel distretto di Drochia di 1.902 abitanti al censimento del 2004